# Bandeira de Gibraltar
Bandeira de Gibraltar é a bandeira oficial do território de Gibraltar.

## História

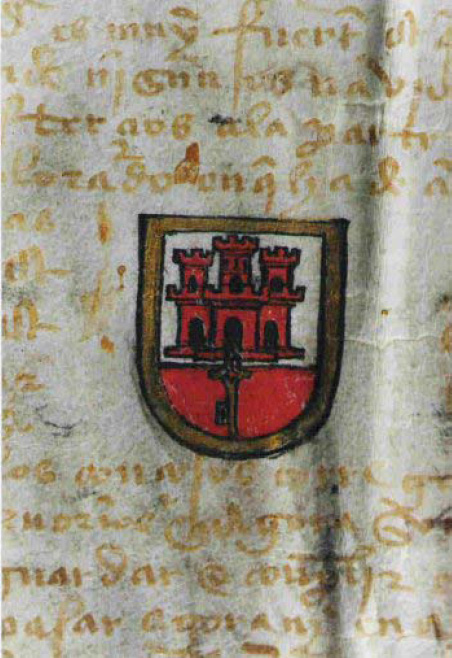
Desenho original do brasão de armas de Gibraltar concedido por um mandado real aprovado em Toledo em 10 de julho de 1502 por Isabel I de Castela

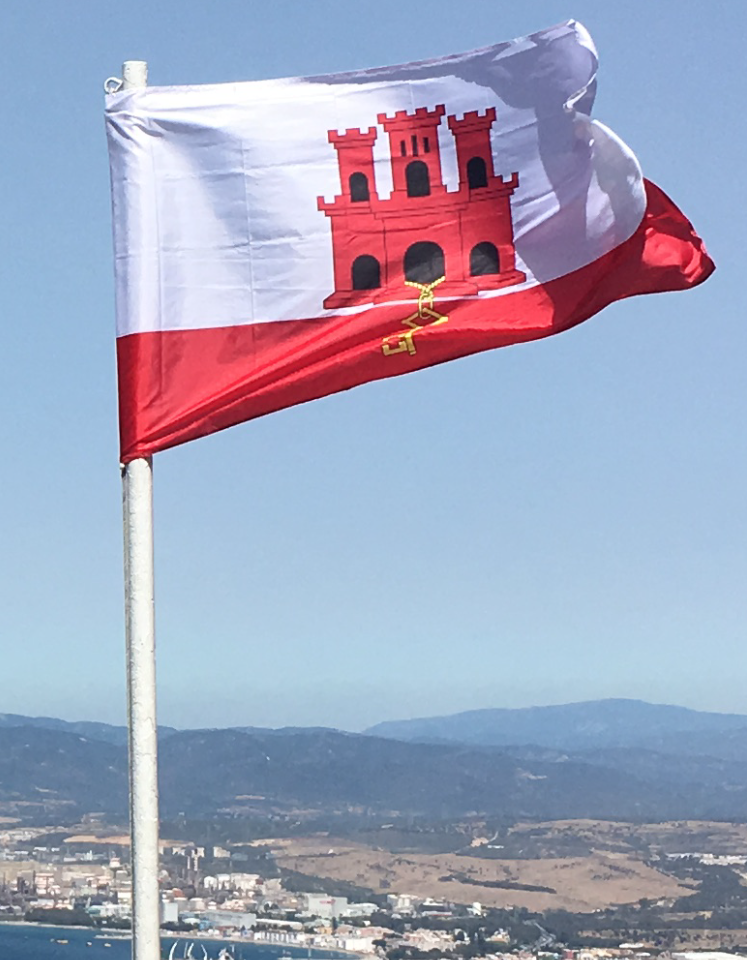
Bandeira hasteada no Rochedo de Gibraltar

A bandeira de Gibraltar é uma versão alongada das Armas de Gibraltar, concedidas pela Rainha Isabel I de Castela em 10 de julho de 1502 conforme descrição abaixo:.
"Um escudo no qual os dois terços superiores devem ser um campo branco e, no referido campo, um castelo vermelho, e abaixo do referido castelo, no outro terço do escudo, que deve ser um campo vermelho no qual deve haver linha branca entre o castelo e o referido campo vermelho, haverá uma chave de ouro que está pendurada por uma corrente do referido castelo, como aqui é figurado"
A bandeira foi regularizada em 1982 e é formada por duas faixas horizontais de branco (parte superior, largura dupla) e vermelho com um castelo vermelho de três torres no centro da faixa branca; pendurada no portão do castelo está uma chave de ouro centrado na faixa vermelha. A bandeira difere da de outros territórios britânicos no exterior, por não ser uma bandeira britânica nem exibir a Union Jack de nenhuma forma. O castelo não se parece com Gibraltar, mas deve representar a fortaleza de Gibraltar. Diz-se que a chave simboliza o significado da fortaleza, já que Gibraltar era a chave da Espanha pelos mouros e da espanhola e, posteriormente, como a chave do Mediterrâneo pelos britânicos.

## Características
Seu desenho consiste em um retângulo de proporção largura-comprimento de 1:2 dividido horizontalmente em duas faixas na proporção 38:76. A faixa inferior, mais estreita, é vermelha e a superior, mais larga, é branca.
No centro da faixa branca há um castelo vermelho de três torres. Pendendo do portão central do castelo há uma chave ouro que fica sobre a faixa vermelha. Além do preto e do branco, o vermelho da bandeira é a cor pantone 485C e o amarelo-ouro 143C.

## Simbolismo

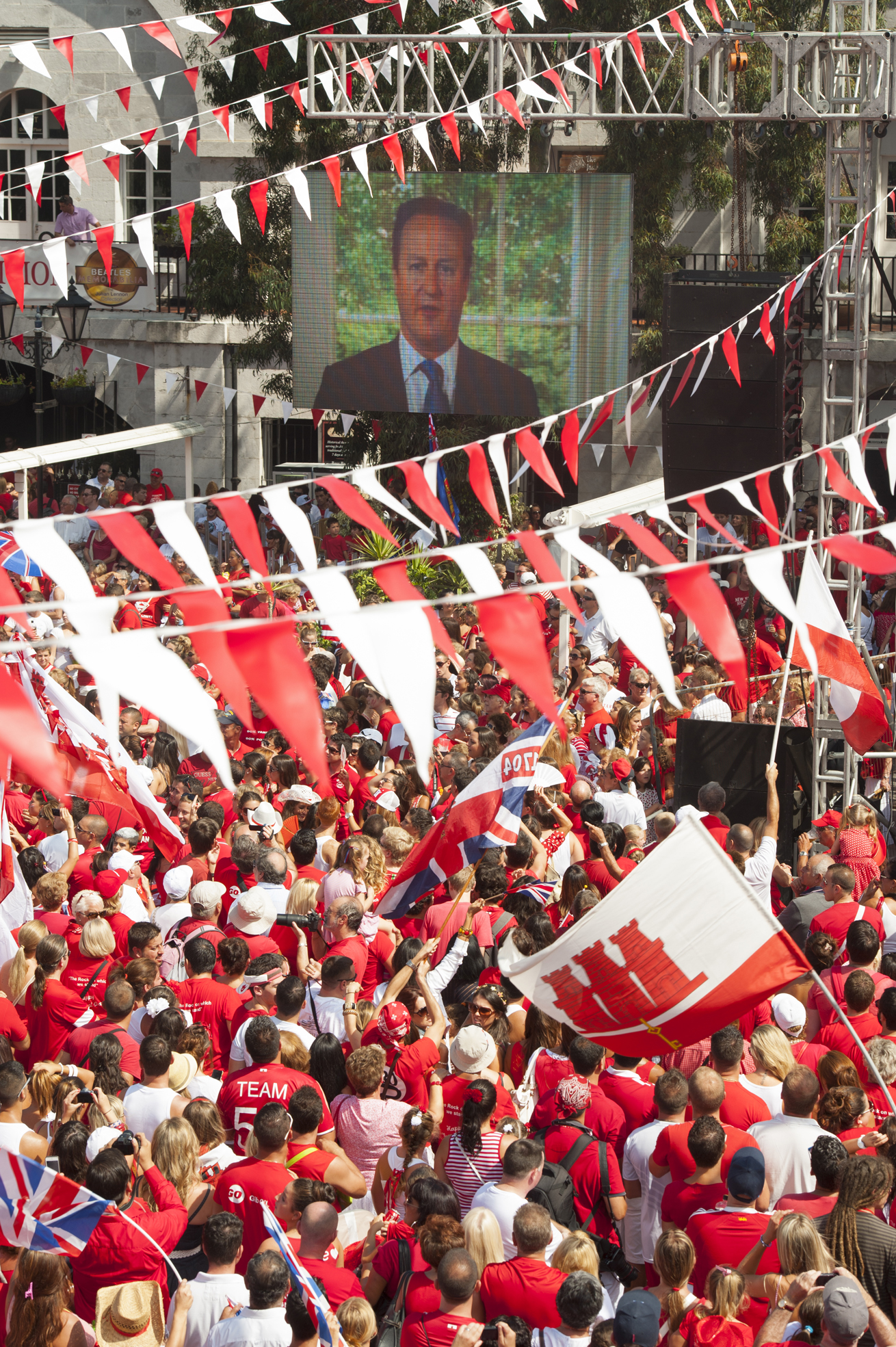
Comemoração do Dia Nacional de Gibraltar em 2013

O castelo e a chave representam a importância estratégica da fortaleza de Gibraltar como chave do mar Mediterrâneo.
A bandeira é um símbolo do nacionalismo de Gibraltar e é muito popular entre os Gibraltarianos. No "Dia Nacional de Gibraltar", comemorado em 10 de setembro, muitas casas e escritórios de Gibraltar penduram a bandeira em suas janelas e varandas, e algumas pessoas até usam e colocam em seus veículos.

## Usos
A bandeira é hasteada em Gibraltar, às vezes oficialmente ao lado da Bandeira do Reino Unido e da Bandeira da Commonwealth. Lugares de destaque que arvoram pavilhão incluem a fronteira com a Espanha, no topo do Rochedo de Gibraltar e no prédio do Parlamento.
A bandeira é um símbolo do nacionalismo de Gibraltar e é muito popular entre os Gibraltarianos. Para o Dia Nacional de Gibraltar (10 de setembro), muitas casas e escritórios de Gibraltar penduram a bandeira em suas janelas e varandas, e algumas pessoas até usam e vestem seus veículos com a bandeira para as comemorações do dia nacional. Isso também foi visto durante as comemorações de 2004 do tercenário de Gibraltar britânico. É comum que estudantes de Gibraltar que freqüentam universidades no exterior levam consigo bandeiras de Gibraltar, colocando-as em quartos de acomodações de universidades e pendurando-as nas janelas.
Uma bandeira Lego de Gibraltar com 4 metros de altura e 8 metros de comprimento pode ser vista no John Mackintosh Hall, que é um centro cultural que abriga a biblioteca pública, além de salas de exposições e um teatro. No momento de sua construção, a bandeira de Lego de Gibraltar era a maior bandeira já feita a partir de tijolos de Lego, com um total de 393.857 tijolos sendo usados.

## Bandeira do Governador

Bandeira do governador

O governador de Gibraltar tem uma bandeira separada, uma bandeira da União com o seu brasão de armas ao centro. Esse design é semelhante às bandeiras dos outros Governadores nos territórios ultramarinos britânicos. A bandeira governamental deve ser usada na Casa do Governo quando o governador estiver em residência ou dentro do território.

## Galeria

Pavilhão civil vermelho
Variante da bandeira estatal (1875–1921)
Variante da bandeira estatal (1921–1939)
Variante da bandeira estatal (1939–1999)
Variante da bandeira estatal (1999-atualidade)